# Pieve di Corbetta
La pieve di Corbetta o pieve di San Vittore di Corbetta (in latino: Plebis Coriopictensis o Plebis Sancti Victori Coriopictensi) era il nome di un'antica pieve dell'arcidiocesi di Milano e del Ducato di Milano con capoluogo Corbetta.
Il patrono era san Vittore martire cui è dedicata la chiesa prepositurale di Corbetta. La sua festa viene celebrata ancora oggi in paese l'8 maggio.

## Territorio
Il territorio della pieve di Corbetta era quello tipico della Pianura Padana, pianeggiante e leggermente in discesa nelle aree di confine verso il fiume Ticino. Il capoluogo costituiva il secondo e ultimo punto di posta milanese sulla strada di San Pietro all'Olmo, come era chiamata nel medioevo l’attuale strada padana superiore e antica via delle Gallie.
La pieve, all'epoca di Goffredo da Bussero, confinava a nord con la pieve di Parabiago, a nord-est con quella di Nerviano, a nord-ovest con la Pieve di Dairago ed a ovest con la diocesi di Novara. A est la pieve corbettese confinava con quella di pieve di Cesano Boscone ed a sud con quella di Rosate e al Vicariato di Binasco, cui si aggiunse ecclesiasticamente la pieve di Abbiategrasso istituita da San Carlo Borromeo, atto che rifletteva i particolari privilegi di cui il relativo comune disponeva ai fini civili.

## Storia

### Il XIII secolo: le origini
La pieve di Corbetta viene citata a partire dall'XI secolo, menzionando la presenza di un primo sacerdote a capo di essa con il titolo di praepositus (prevosto)..
Notizie più precise sono riferite al XIII secolo quando Goffredo da Bussero, autore del Liber notitiae sanctorum Mediolani ci fornisce dati censitari schematici: la pieve di Corbetta comprendeva i comuni di Abbiategrasso, Albairate, Bareggio, Bernate Ticino, Besate, Boffalora sopra Ticino, Cisliano, Bestazzo, San Pietro Bestazzo, Corbetta, Cassina Pobbia, Lugagnano, Magenta, Marcallo, Menedrago, Mesero, Motta Visconti, Ossona, Ozzero, Bugo, Robecco, Castellazzo de' Barzi, Santo Stefano Ticino, Sedriano, Vittuone, Coronate, Fallavecchia, Ticinello, Ravello, e San Vito.
La canonica corbettese, che aveva sede nella chiesa prepositurale di San Vittore martire, comprendeva un prevosto e dodici canoniche, che potevano vantare diritti consistenti su diverse cappellanie sparse sul territorio del corbettese.
Nel corso del Trecento cominciò a formarsi la struttura amministrativa secolare ricalcata su quella ecclesiastica, sfruttata dal Ducato di Milano per un miglior controllo del territorio.

### I secoli XVII e XVIII: apogeo e fine della pieve civile

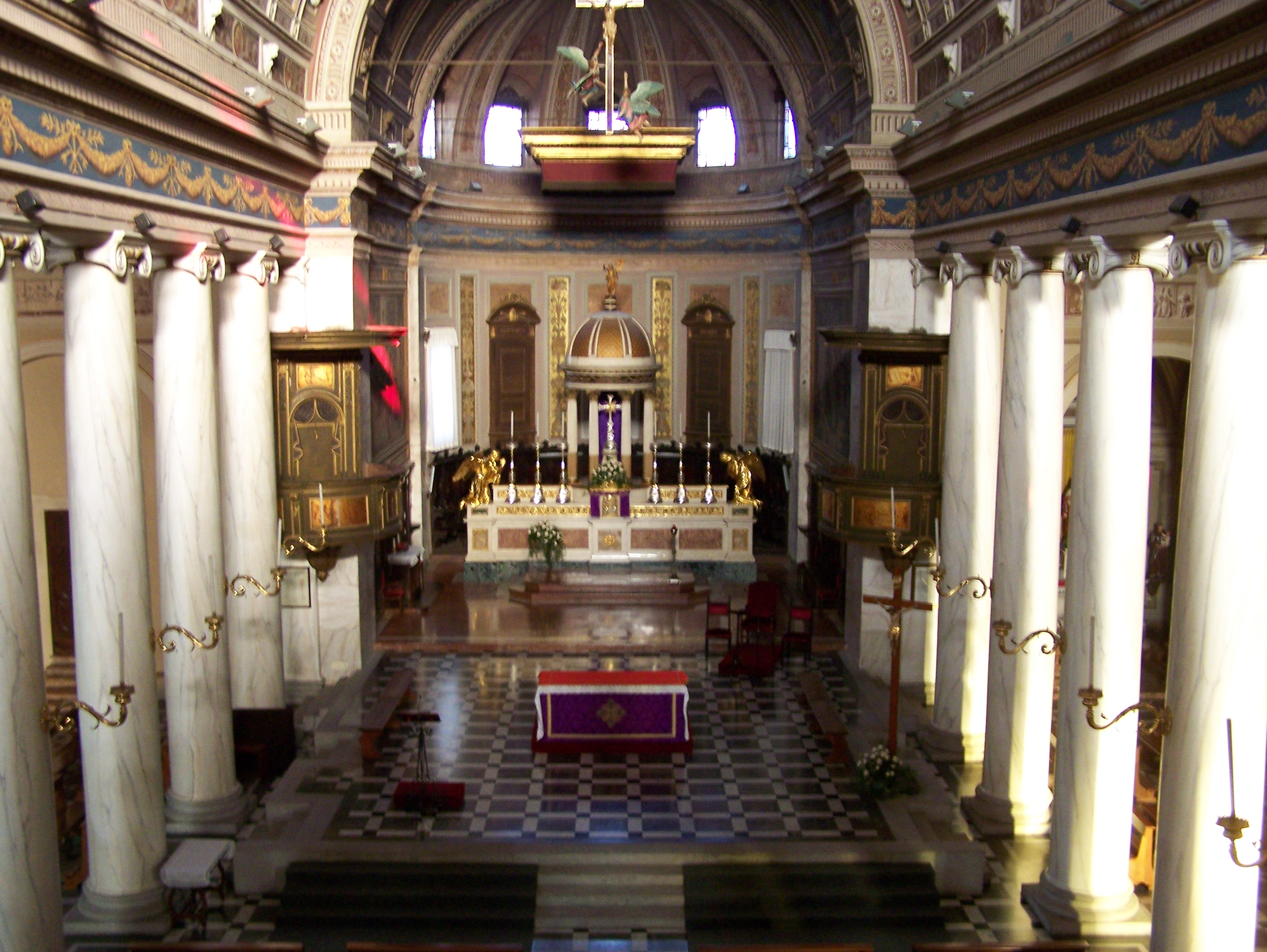
L'altare maggiore della chiesa prepositurale di San Vittore Martire, per oltre seicento anni sede del prevosto

Col tempo, la struttura della pieve si consolidò, si ampliò e si semplificò, gestendo localmente l'aspetto religioso delle diverse comunità basandosi essenzialmente sulle principale parrocchie dei centri abitati circostanti la città di Corbetta: San Vittore a Corbetta, San Giorgio ad Albairate, Santi Nazaro e Celso a Bareggio, San Giorgio a Bernate Ticino, Beata Vergine Assunta a Bestazzo, Santa Maria della Neve a Boffalora sopra Ticino, Sant'Antonio abate a Cassinetta di Lugagnano, San Giovanni Battista a Cisliano, Sant'Andrea a Casterno, Santi Nazaro e Celso a Marcallo, Purificazione della Beata Maria Vergine a Mesero, San Cristoforo a Ossona, San Giovanni Battista a Robecco sul Naviglio, Santo Stefano a Santo Stefano Ticino (costituita parrocchia nel 1610), San Remigio a Sedriano, San Vito a Gaggiano, Annunciazione di Maria Vergine a Vittuone.
Malgrado questa fortificazione nelle definizioni interne all'amministrazione della chiesa locale, bisogna ricordare che molti altri centri ben più importanti di Corbetta stessa stavano sorgendo nella medesima area e come tale questi mettevano in discussione l'ormai secolare influenza religiosa della cittadina, che pure manteneva un ruolo primario nell'Ovest milanese.
L'inizio della decadenza della pieve si ebbe nel XVI secolo, con il decreto dell'arcivescovo milanese, il cardinale Carlo Borromeo risalente al 2 aprile 1578, col quale venne staccata dal territorio della pieve di Corbetta la città (e quindi la canonica) di Abbiategrasso che andò a costituire una pieve autonoma con un proprio prevosto a capo. Anche in ambito civile, seppur Abbiategrasso rimase elencato nella pieve di Corbetta, i particolari e atavici privilegi comunali del borgo gli garantivano una rappresentanza plebanea separata.
Dop il concilio di Trento andò anche diffondendosi la tradizione vicariale che operava per conto dell'arcivescovo, che sottrasse altri territori alla giurisdizione della pieve: Magenta si istituì in vicariato foraneo di Magenta nel 1743, Bernate Ticino nel 1851 e Vittuone nel 1853. Corbetta era all'epoca la seconda pieve milanese per estensione dopo quella della Valsassina.
...
- 1)Giovanni Maggi (Johannes Madius) (1154-1183)

...
- 2)Pietro Villano (Villani) (c. 1270- c. 1289), degli Umiliati, canonico del Duomo di Milano

...
- 3)Enrico Borri (Burro) (1389- 1417)
- 4)Ambrogio Borri (1443 - 1467)
- 5)Antonio Cimiliano (1467)
- 6)Pietro Casola (1467 - 1507, deceduto)
- 7)Traiano de Alicornis (1507 - 1530), Cameriere segreto di Sua Santità
- 8)Pompeo Maggi (1530 - 1532)
- 9)Giacomo Filippo Borri (1532 - 1576)
- 10)Giovanni Maria Carisano (1576 - 1587)
- 11)Orsino Spadense di Orvieto (1588 - 1620)

Sede Vacante (1620 - 1623)
- 12)Francesco Camponago (1623 - 1630)
- 13)Paolo Filippo Muttoni Visconti (1631 - 1679)
- 14)Pietro Antonio Vigorè (1680 - 1696)
- 15)Giuseppe Rusca (1696 - 1722), protonotario apostolico
- 16)Gian Antonio Bellotti (1722 - 1749)
- 17)Gerolamo Banfi (1750 - 1779)
- 18)Jacopo Antonio Cattaneo (1779 - 1797)
- 19)Filippo Molo Bellinzona ticinese (1798 - 1800)
- 20)Giovanni Battista Castelnovo (1800 - 1820, nominato vescovo di Como)
- 21)Luigi Vittadini (1820 - 1824)
- 22)Giuseppe Rodriguez (1825 - 1850)

Sede Vacante (1850 - 1852)
- 23)Nazaro Vitali (1852 - 1872), nominato prevosto della basilica dei Santi Apostoli e San Nazaro a Milano
- 24)Giacomo Zaccheo (1873 - 1906), di Luino
- 25)Pasquale Carnaghi (1906 - 1933), Cameriere segreto di Sua Santità
- 26)Attilio Barera (1933 - 1958, deceduto)
- 27)Italo Zat (1958 - 1972, deceduto)
- 28)Giovanni Cipolla (1972 - 1980, nominato prevosto di Abbiategrasso), cappellano di Sua Santità
- 29)Edoardo Sacchi (1980 - 1992, ritirato)
- 30)Bruno Pegoraro (1992 - 1º settembre 2008, ritirato)
- 31)Giuseppe Angiari (1º settembre 2008 - 1º settembre 2017, ritirato), anche rettore del santuario
- 32)Giuseppe Galbusera (dal 1º settembre 2017), anche rettore del santuario

### La soppressione delle pievi
La fine del Settecento portò a profonde riforme dell'antico tessuto amministrativo lombardo. Nel 1786 entrò in vigore il piano illuminista dell'Imperatore Giuseppe II che portò la pieve in Provincia di Pavia, scelta che fu tuttavia abrogata cinque anni dopo dal più conservatore Leopoldo II che successe al fratello nel 1790.
Nel 1797 le truppe francesi conquistarono la Lombardia importandovi la rivoluzione giacobina. Le strutture delle pievi non potevano essere accettate dalle illuministiche e laiche idee del nuovo governo, e le pievi vennero sostituite da brevi ed effimeri distretti.
Sul piano religioso, invece, fu nel 1972 che, con il sinodo diocesano indetto dal cardinale Giovanni Colombo, arcivescovo di Milano, la pieve di Corbetta venne abolita e la città venne compresa nel decanato di Magenta e quindi nella zona pastorale IV di Rho. Allo scioglimento la pieve aveva un'area di 264,14 km² e una popolazione di 158 473 abitanti.
La vecchia pieve di Corbetta ha attualmente lo status di parrocchia, conservando tuttavia ancora oggi alcuni privilegi: l'elezione di un prevosto, il titolo di canonici per i sacerdoti residenti e quindi l'utilizzo della mozzetta secondo le convenzioni locali, oppure il diritto di intrattenere particolari rapporti con la curia milanese, o ancora di nominare propri canonici e di procurare l'acqua santa o gli oli benedetti per tutte le chiese incluse nell'ex pieve, che comprende 29 parrocchie e ricade oggi sotto il decanato di Magenta.

## La chiesa capopieve
La chiesa capopieve è dedicata a San Vittore.

### Storia
Il primo nucleo dell'edificio nacque probabilmente nel III secolo ad opera di san Mona che lo edificò sopra una precedente ara pagana. La chiesa venne quindi ricostruita in epoca longobarda e ancora nel 1037 in forme romaniche e completata con l'aggiunta di una cripta dedicata a San Materno.
Nel 1535 il tetto crollò distruggendo l'altare maggiore, consentendo però il ritrovamento di alcune reliquie donate al capitolo da Arnolfo di Donnino nel XIII secolo.
Nel 1570 il cardinale Carlo Borromeo amministrò la cresima sul piazzale, incoraggiando nuovi lavori di restauro che si compirono tra il 1588 ed il 1592, mentre il nuovo campanile venne completato nel 1612, e nuovamente ricostruito tra il 1697 ed il 1699. La chiesa venne nuovamente ristrutturata nel 1725 quando furono distrutti alcuni affreschi provenienti dalla precedente chiesa. Nel 1727 si costruì l'attuale sacrestia, ornata di stucchi e dipinti ad affresco. Nel 1750 la chiesa cadde definitivamente in rovina e se ne decise l'ampliamento grazie ad un progetto dell'architetto Pietro Taglioretti che poté concretizzarsi solo nel 1792. Dopo che il governo rivoluzionario ne ebbe soppresso il capitolo, i lavori per la costruzione dell'edificio ripresero nel 1806 e terminarono nel 1809, mentre tra il 1845 ed il 1848 venne costruita la facciata ad opera dell'architetto Luigi Cerasoli.

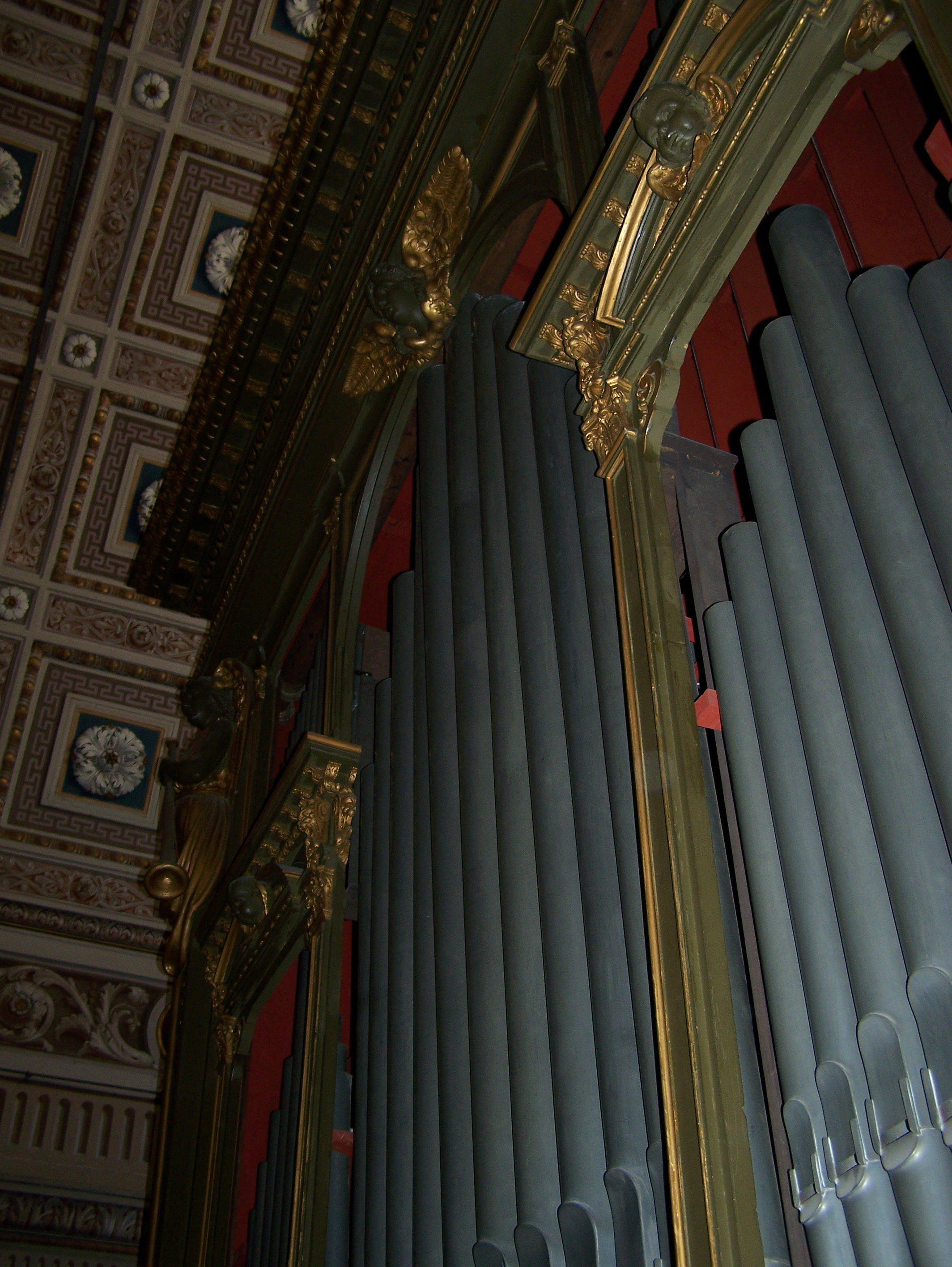
L'Organo Edoardo Rossi (1921)

Nell'ottobre del 1891 la canonica venne ufficialmente consacrata ad opera di Paolo Angelo Ballerini, patriarca di Alessandria d'Egitto e precedentemente arcivescovo di Milano. I lavori ripresero nel 1898 quando si alzò a 81 m il campanile, che crollò poi rovinosamente il 2 giugno 1902. Nel 1908 il campanile venne ricostruito con un'altezza di 71 metri. Nel 1921 vennero eseguiti degli affreschi ai lati del presbiterio raffiguranti la vita di san Vittore.
Durante i lavori di rifacimento della pavimentazione nel 1971 furono ritrovati, sotto l'altare maggiore, i resti delle precedenti costruzioni ed un cimitero pagano.

### Organo
Al 22 luglio del 1590 risale la notizia di un primo organo presente nella collegiata. Lo strumento venne restaurato molte volte nei secoli XVII e XVIII, e definitivamente sostituito agli inizi del XX secolo., successivamente restaurato, modificato ed ampliato nel 1921 dal milanese Edoardo Rossi. L'organo è stato infine restaurato nuovamente nel 1985

## Amministrazione della parrocchia

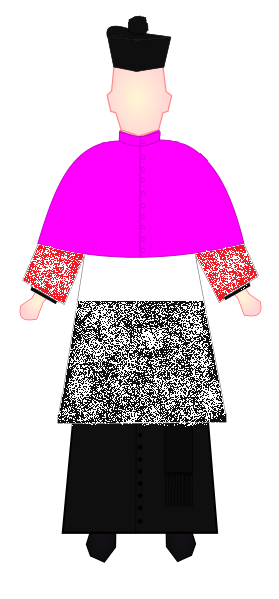
Moderno abito corale dei canonici corbettesi

La chiesa cittadina di San Vittore di Corbetta venne citata nelle visite pastorali di molti arcivescovi, tra cui quella dell'arcivescovo Giuseppe Pozzobonelli nel 1760, anno in cui si riferisce che la chiesa faceva capo al santuario Beata Maria Vergine dei Miracoli, e che aveva per chiese sussidiarie le cappelle di San Sebastiano, Sant'Ambrogio, San Bernardo in località "Cassina Suriano" (odierna Soriano) e San Vincenzo a Cerello.

### Capitolo della parrocchia prepositurale di Corbetta
Per tradizione, la chiesa di Corbetta, come molte altre parrocchie prepositurali d'Italia, dispone di un proprio capitolo di canonici minori presbiterali, sacerdoti non solo appartenenti fisicamente all'area pastorale del comune, ma anche provenienti da altre parrocchie della pieve che vengono aggregati all'antica pieve di Corbetta a titolo oggi puramente onorifico. I membri del capitolo prepositurale di Corbetta sono tradizionalmente 12 (11 canonici + 1 prevosto) e sono divisi in:
- Canonici effettivi, solitamente quelli operanti nella parrocchia di Corbetta
- Canonici onorari, solitamente parroci di parrocchie attorno alla parrocchia di Corbetta oppure appartenenti anche ad altre diocesi che, per meriti o storia personale, vantino dei legami con la parrocchia corbettese
- Canonici emeriti, solitamente gli ex prevosti o ex canonici effettivi dopo la pensione

I canonici del capitolo corbettese godono, in base ad un decreto della curia romana del 1742, il diritto di portare i distintivi corali della canonica: al prevosto era un tempo riservato l'uso della cappa violacea con l'ormesino di cremisi, oggi caduta in disuso e sostituita da una più semplice almuzia violacea con l'ormesino di cremisi accompagnata dall'uso della ferula, mentre ai canonici è riservata la sola almuzia violacea, sempre con l'ormesino cremisi.
Il capitolo dipende oggi direttamente dal decanato di Magenta.

### Cappellanie
Ogni canonicato aveva una prebenda o beneficio, onorifico ma comprendente somme in danaro derivabili, per lo più legato ad una cappellania, eretta a un determinato altare o cappella, i cui redditi, uniti alle distribuzioni corali, garantivano il sostentamento del titolare..
Prebende:
- San Vittore Martire: beneficio prepositurale (solitamente della persona fisica del prevosto);
- Santi Felice e Nabore: compatroni della canonica (concesso solitamente in unione al primo);
- San Gregorio Magno: beneficio teologale (solitamente del teologo della canonica);
- San Giovanni evangelista: beneficio scolastico (solitamente del maestro delle cerimonie della canonica);
- San Clemente papa e martire: beneficio coadiutoriale (solitamente del penitenziere o di un coadiutore presente in canonica);
- Sant'Ambrogio Vescovo;
- Santi Filippo e Giacomo Apostoli;
- San Girolamo;
- San Giorgio;
- Santi Ippolito e Cassiano;
- San Materno.

Cappellanie principali:
- Beata Vergine del Pilastro;
- Sant'Alessandro martire;
- Sant'Anna;
- Sant'Antonio abate;
- San Giovanni Decollato (o San Giovanni Battista);
- Santa Maria Maddalena;
- Santa Maria Vecchia.

## Comuni
Nella seconda metà del XVIII secolo, dopo l'annessione di Morimondo a Coronate e di Castellazzo de' Stampi alla Cassina Pobbia, e l'aggregazione di Biraga ad Albairate e della Cassina Bardena a Lugagnano, il territorio della pieve era così suddiviso:
| Comune                                                                  | Chiesa/e | Ingresso nella pieve                 |
| ----------------------------------------------------------------------- | --- | ------------------------------------ |
| Comune di Abbiategrasso                                                 | -- | attestato dalla fine del XIII secolo |
| Comune di Albairate Comune di Ravello                                   | Parrocchia di San Giorgio martire; Oratorio dei Santi Faustino e Giovita; Oratorio di Santa Maria de' Bozzi; Oratorio di Santa Maria della Neve; Oratorio di San Bernardo; Oratorio di San Giovanni Decollato; Oratorio di San Carlo; Oratorio di Santa Teresa in Riazzolo; Oratorio di Santa Maria della Neve in Rosio | attestato dalla fine del XIII secolo |
| Comune di Bareggio                                                      | Parrocchia dei Santi Nazaro e Celso; Chiesa di San Martino; Cappella di Santa Maria della Neve (patronato Gallina); Chiesa della Sacra Famiglia in Bareggino; Oratorio di Sant'Anna; Oratorio dell'Assunzione della B.V.M.                                                                                              | attestato dalla fine del XIII secolo |
| Comune di Bernate                                                       | Parrocchia di San Giorgio martire; Oratorio di Santa Maria in Rubone; Chiesa della Beata Vergine Immacolata di Casate (patronato Crivelli) | attestato dalla fine del XIII secolo |
| Comune di Besate                                                        | -- | attestato dalla fine del XIII secolo |
| Comune di Bestazzo Comune di San Pietro Bestazzo                        | Parrocchia di Santa Maria Assunta; Oratorio di San Pietro; Oratorio di San Cristoforo; Oratorio dell'Immacolata | attestato dalla fine del XIII secolo |
| Comune di Boffalora                                                     | Parrocchia di Santa Maria della Neve; Chiesa di San Defendente o Oratorio di San Carlo; Oratorio della Beata Vergine dell'Acquanegra; Oratorio di San Giuseppe al Camposanto (oggi demolito) | attestato dalla fine del XIII secolo |
| Comune di Cisliano                                                      | Parrocchia di San Giovanni Battista; Chiesa di San Bernardo; Chiesa di San Carlo; Oratorio dei Santi Macario, Bernardino e Bordone alla Cascina Scanna; Oratorio di San Carlo; Oratorio di San Giacomo a San Giacomo | attestato dalla fine del XIII secolo |
| Comune di Corbetta Comune di Cassina Pobbia                             | Parrocchia prepositurale di San Vittore; Chiesa di San Nicolao (santuario); Chiesa di Sant'Ambrogio (Isola Bellaria); Chiesa di San Sebastiano; Chiesa di San Vincenzo (Cerello); Chiesa di San Bernardo (Soriano); Chiesa dei Santi Giuseppe e Alfonso (Castellazzo de' Stampi)                                        | attestato dalla fine del XIII secolo |
| Comune di Coronate Comune di Basiano Comune di Bugo Comune di Ticinello | -- | attestato dalla fine del XIII secolo |
| Comune di Fallavecchia                                                  | -- | attestato dalla fine del XIII secolo |
| Comune di Lugagnano                                                     | Parrocchia di Sant'Antonio abate | attestato dalla fine del XIII secolo |
| Comune di Magenta                                                       | Parrocchia di San Martino con la Chiesa di Santa Maria Assunta, la Chiesa di San Rocco, l'Oratorio di San Biagio e la Chiesa di San Girolamo Emiliani | attestato dalla fine del XIII secolo |
| Comune di Marcallo                                                      | Parrocchia dei Santi Nazaro e Celso con la Chiesa di San Marco | attestato dalla fine del XIII secolo |
| Comune di Mesero Comune di Menedrago                                    | Parrocchia della Presentazione del Signore con la Chiesa di Santa Maria Vergine in Casone e la Chiesa di Santa Margherita | attestato dalla fine del XIII secolo |
| Comune di Motta Visconti                                                | -- | 10 giugno 1757                       |
| Comune di Ossona                                                        | Parrocchia di San Cristoforo con la Chiesa di San Bartolomeo | attestato dalla fine del XIII secolo |
| Comune di Ozzero                                                        | -- | 10 giugno 1757                       |
| Comune di Robecco Comune di Castellazzo de' Barzi                       | Parrocchia di San Giovanni Battista con l'Oratorio di San Francesco, la Chiesa di San Giovanni Battista e l'Oratorio di San Carlo Borromeo in Castellazzo; Parrocchia di Sant'Andrea apostolo di Casterno con Oratorio di Santa Maria e Oratorio di San Bernardino                                                      | attestato dalla fine del XIII secolo |
| Comune di Santo Stefano                                                 | Parrocchia di Santo Stefano | attestato dalla fine del XIII secolo |
| Comune di San Vito                                                      | Parrocchia di San Vito con Oratorio di San Dionigi | attestato dalla fine del XIII secolo |
| Comune di Sedriano                                                      | Parrocchia di San Remigio con la Chiesa di Santa Maria ad Hospitalis | attestato dalla fine del XIII secolo |
| Comune di Vittuone                                                      | Parrocchia dell'Annunciazione di Maria Vergine con Oratorio dei Santi Nazaro e Celso e Oratorio di San Salvatore | attestato dalla fine del XIII secolo |